# William Holmes McGuffey
William Holmes McGuffey (Contea di Washington, 23 settembre 1800 – Charlottesville, 4 maggio 1873) è stato un insegnante statunitense.
Scrisse i McGuffey Readers, uno dei primi libri di testo usato come strumento educativo e didattico nelle scuole primarie in America.

## Biografia
Nacque nel 1800 in Pennsylvania e nel 1802 si trasferì con la famiglia in Ohio.
Dopo il conseguimento della laurea presso il Washington & Jefferson College in Pennsylvania nel 1826, divenne professore alla Miami University in Ohio dove scrisse il suo primo libro di testo.
Nel 1836 lasciò Oxford per diventare presidente dell'Università di Cincinnati dove si distinse come insegnante e professore. 
Nel 1839 divenne presidente della Ohio University che lasciò nel 1843 per diventare presidente del Woodward College di Cincinnati.
Tra 1845 e il 1873 ricoprì la carica di professore in filosofia presso l'Università della Virginia dove scrisse la maggior parte dei suoi contributi.
McGuffey cercò di capire gli interessi, attitudini, abilità e comprensione dei bambini nelle diverse fasce di età per scrivere dei testi adatti alle diverse esigenze.
I suoi libri vendettero più di 122 milioni di copie che contribuirono molto all'alfabetizzazione degli americani.
Per tutto il suo lavoro ricevette come compenso solo mille dollari come da contratto.
Egli non ebbe mai un gran interesse per i soldi; dedicò tutta la sua vita all'insegnamento e all'istruzione.
Morì nel 1873 dopo una breve malattia senza un patrimonio.
Ora è sepolto nella University of Virginia a Charlottesville.